# Quantum ESPRESSO
Quantum ESPRESSO – zintegrowany pakiet oprogramowania z zakresu obliczeniowej nauki o materiałach wykorzystujący teorię funkcjonału gęstości oraz rozwinięcie w bazie fal płaskich. Oprogramowanie jest dostępne na licencji GNU General Public License w wersji 2 lub późniejszej i umożliwia m.in. obliczenia dla elektronowego stanu podstawowego w tym optymalizację strukturalną.